# Ca Tomaset
Ca Tomaset és una obra noucentista de Gandesa (Terra Alta) inclosa a l'Inventari del Patrimoni Arquitectònic de Catalunya.

## Descripció
Edifici d'habitatges consistent en planta baixa, dues plantes d'habitatge i una de golfes. Les façanes són de paredat. Cornisa motllurada de separació entre plantes. Hi ha obertures a totes les plantes, emmarcades amb ressalt de maó a les plantes superiors i emmarcat de pedra en planta baixa. Hi ha balcons en planta primera i segona amb llosanes de pedra.

## Història
Al local comercial de la planta baixa hi ha el celler de Bàrbara Forés.